# Czerwończyk płomieniec
Czerwończyk płomieniec (Lycaena hippothoe) – gatunek owada z rzędu motyli, z rodziny modraszkowatych (Lycaenidae).
Rozprzestrzeniony od Półwyspu Iberyjskiego przez całą Europę, Syberię po rosyjski Daleki Wschód.

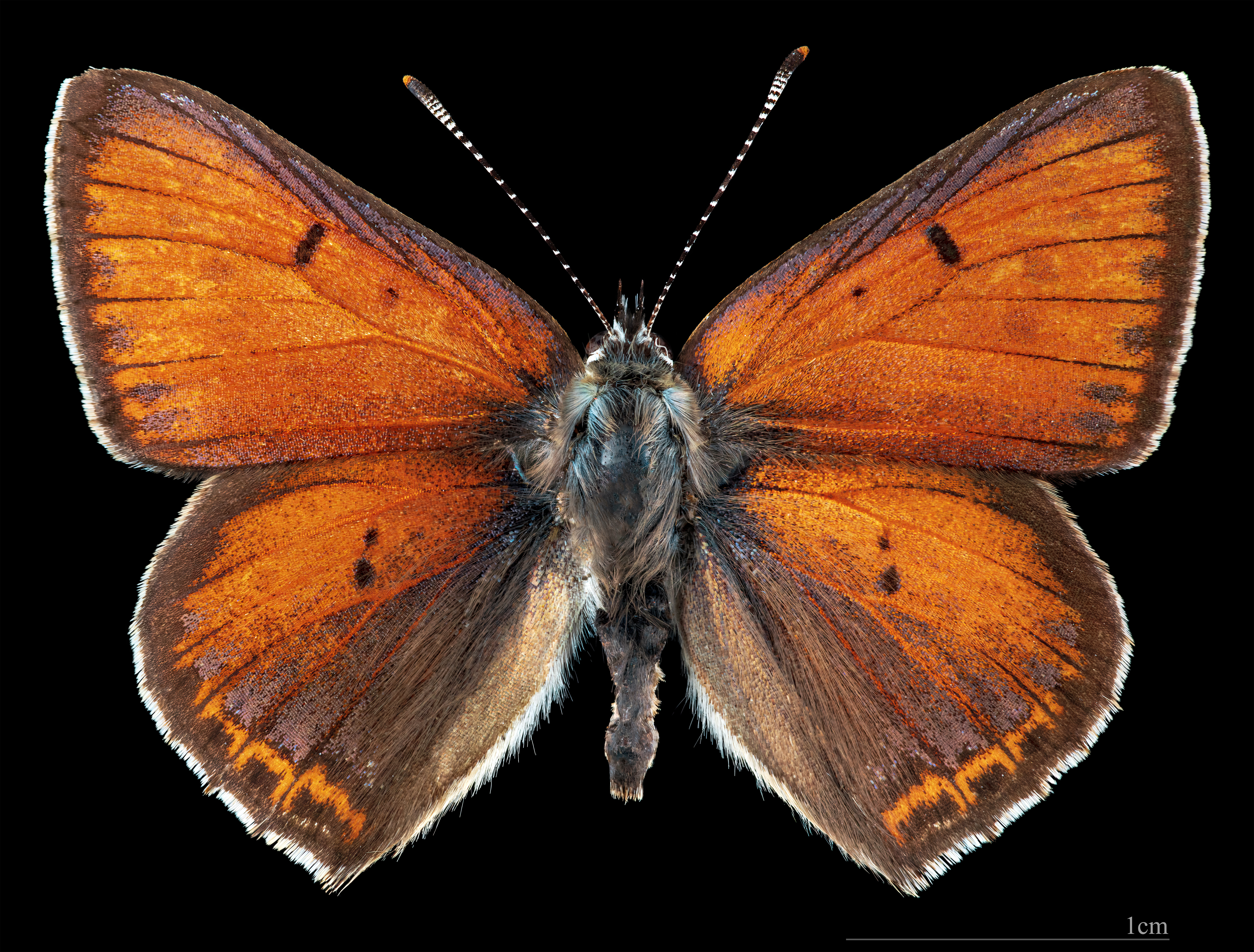
Lycaena hippothoe ♂
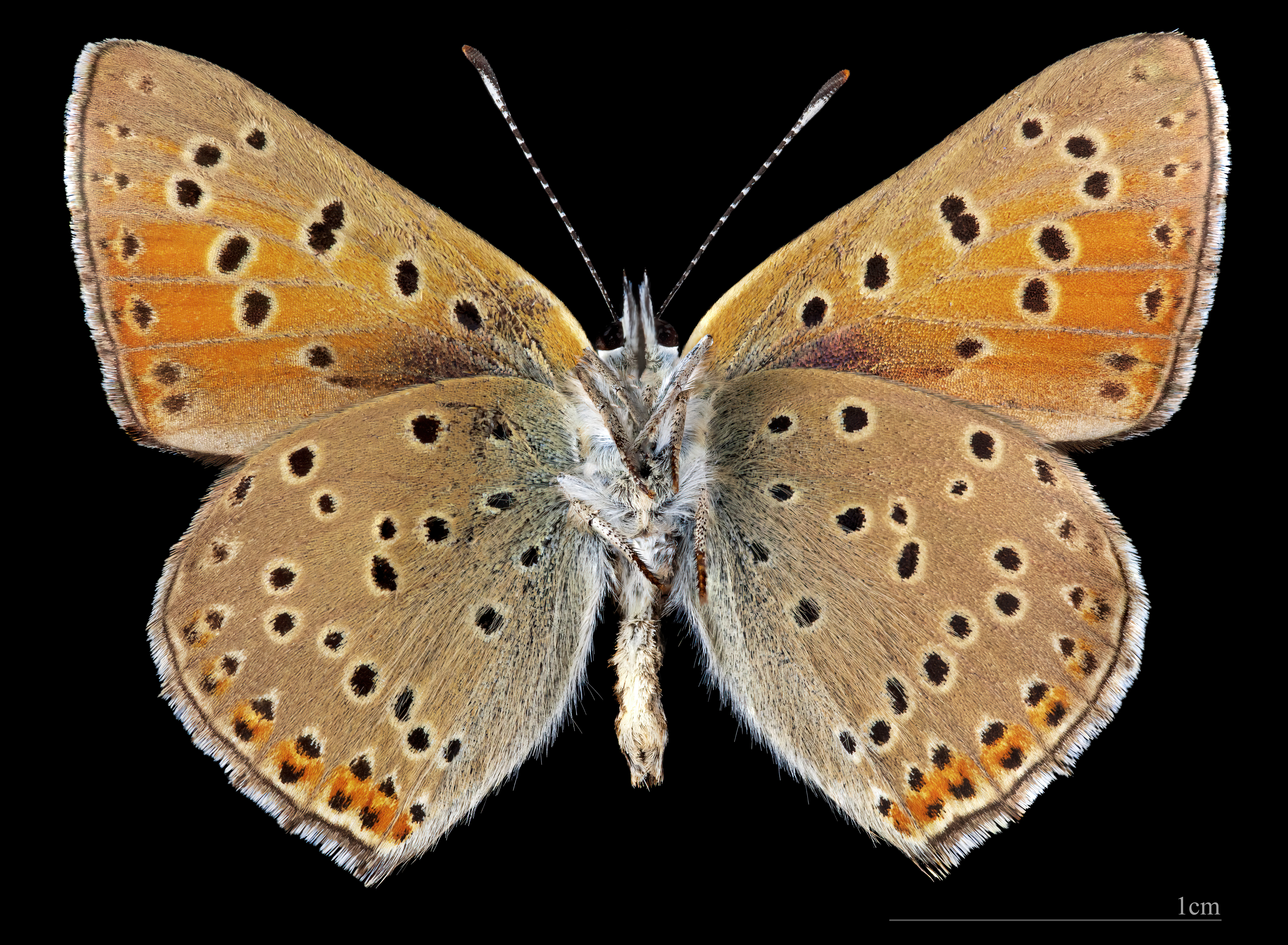
Lycaena hippothoe ♂   △